# Палеогеновий період
| Палеогеновий період                                           |                                                          |
| Хронологія                                                    | 66,0–23,03 млн років тому                                |
|                                                               |                                                          |
| Середня концентрація кисню (O2) впродовж періоду              | бл. 26 % (130 % від сучасного рівня)                     |
| Середня концентрація вуглекислого газу (CO2) впродовж періоду | бл. 500 ppm (у 2 разів більше доіндустріального періоду) |
| Середня температура поверхні впродовж періоду                 | бл. 18 °C (на 4 °C вище сучасного рівня)                 |

Палеогеновий період, палеоген  (рос. палеогеновая система (период), англ. Palaeogene (Period), нім. Paläogen n) — перший геологічний період кайнозойської ери. Почався 66,0 та закінчився 23,03 млн років тому. Відомий перш за все як період, протягом якого ссавці розвилися від невеликої кількості примітивних форм до величезної кількості розвиненіших. У цьому періоді відбувалося відновлення біорозмаїття після масового крейдового вимирання, яке сталося наприкінці крейдового періоду.

## Поділ палеогену
| Система/ Період                                                          | Відділ/ Епоха    | Ярус/ Вік           | Вік (млн років) | Вік (млн років) |
| ------------------------------------------------------------------------ | ---------------- | ------------------- | --------------- | --------------- |
| Неоген, N                                                                | Міоцен, N1       | Аквітанський, N1aqt | молодше         | молодше         |
| Палеоген, Ꝑ                                                              | Олігоцен, Ꝑ3     | Хаттський, Ꝑ3h      | 23,03           | 27,82           |
| Палеоген, Ꝑ                                                              | Олігоцен, Ꝑ3     | Рюпельський, Ꝑ3r    | 27,82           | 33,9            |
| Палеоген, Ꝑ                                                              | Еоцен, Ꝑ2        | Приабонський, Ꝑ2p   | 33,9            | 37,8            |
| Палеоген, Ꝑ                                                              | Еоцен, Ꝑ2        | Бартонський, Ꝑ2b    | 37,8            | 41.2            |
| Палеоген, Ꝑ                                                              | Еоцен, Ꝑ2        | Лютецький, Ꝑ2l      | 41,2            | 47,8            |
| Палеоген, Ꝑ                                                              | Еоцен, Ꝑ2        | Іпрський, Ꝑ2i       | 47,8            | 56,0            |
| Палеоген, Ꝑ                                                              | Палеоцен, Ꝑ1     | Танетський, Ꝑ1t     | 56,0            | 59,2            |
| Палеоген, Ꝑ                                                              | Палеоцен, Ꝑ1     | Зеландський, Ꝑ1z    | 59,2            | 61,6            |
| Палеоген, Ꝑ                                                              | Палеоцен, Ꝑ1     | Данський, Ꝑ1d       | 61,6            | 66,0            |
| Крейда, K                                                                | Верхня/Пізня, K2 | Маастрихтський, K2m | древніше        | древніше        |
| Підрозділи палеогенової системи наведені згідно МКС, станом на 2018 рік. |                  |                     |                 |                 |
| п о р                                                                    |                  |                     |                 |                 |

Палеогеновий період поділяють на три епохи:
- верхній — олігоцен (33,9–23,03 млн р. тому),
- середній — еоцен (56,0–33,9 млн р. тому),
- нижній — палеоцен (66,0–56,0 млн р. тому).

## Палегеографія та тектонічні рухи
У палеогені продовжувалися рухи континентів один відносно одного. Продовжувалося розширення Атлантичного океану. Південні континенти (уламки Гондвани) — Південна Америка, Африка, Індія та Австралія — рухалися на північ. Південна Америка ще не зіткнулася з Північною (тобто, Панамський перешийок ще не утворився). Африка та Індія зіткнулися з Євразією, і це стало причиною альпійської складчастості — утворення довгого поясу гірських систем від Піренеїв до Гімалаїв.
Саме тоді виникли геоморфологічно виражені осьові частини сучасних Піренеїв, Альп, Карпат, Криму, Кавказу, Копетдагу, Паміру, Атласу, Гімалаїв. Горотворення супроводжувалося коливальними рухами прилеглих частин платформ, які внаслідок цього зазнавали численних трансгресій і регресій моря.

## Фаунаіфлора
На межі крейдового періоду й палеогену відбулася різка зміна фауни, вимирають характерні для мезозою групи — динозаври, серед молюсків — амоніти й белемніти, іноцерами й рудисти. З'являються численні родини сучасних птахів. У цей період з'явились нумуліти, значного розвитку набули молюски, морські їжаки; на суходолі — ссавці; з'явились плацентарні, хижаки, гризуни, хоботні, мавпи. Відклади, що утворилися протягом палеогенового періоду, складають палеогенову систему. Їх виявлено на всіх континентах і глибоководним бурінням на дні океанів.

## Корисні копалини
Палеоген — важлива епоха вугле- і нафтоутворення. Найголовніша зона вугленакопичення — Скелясті гори й прилеглі околиці Північно-Американської платформи (США, Канада). Кам'яне вугілля палеогену відоме в Японії (оо. Хоккайдо і Кюсю) і в східному Китаї (Фушунь), у Південній Америці і центральних районах Європи (Польща, Угорщина, ФРН); У Північній Атлантиці (Гренландія, Ісландія, Шпіцберген), на Кавказі, у Сибіру. Процеси нафтоутворення відбувалися здебільшого в області крайових прогинів, що виникли у зв'язку з альпійською складчастістю. Особливо виділяються прогини центральної частини Середземноморської геосинклінальної області, Передкарпатський і Передкавказький, Месопотамський (Саудівська Аравія, Ірак, Іран, Афганістан), а також прогини деяких ділянок Східно-Азійської і Кордильєрської (Венесуела) геосинклінальних областей. Інші корисні копалини осадового походження палеогену: залізні й манґанові руди, боксити, титанові та ільменіт-цирконові розсипи, фосфорити, діатоміти й трепели. Родовища залізних руд відомі в Західному Сибіру, у Приараллі й Тургайській низовині, Північній Америці; родовища манґанових руд — в Україні (Нікопольське, Великотокмацьке), у Закавказзі (Чіатурське), у Західній Африці (Мванда); боксити — в Австралії, Гвінеї, Ямайці, Гаяні та ін. В Україні боксити еоценового віку відомі на півд. околиці Українського кристалічного масиву (Високо-польське й Нікопольське родовища). Родовища фосфоритів приурочені до мілководних і прибережних палеоцен-еоценових відкладів Фергани, Гісарського хребта, східного схилу Уралу, Тургайського прогину, а також — у Марокко, Алжирі, Тунісі та ін. Велике значення мають корисні копалини, пов'язані з магматичною діяльністю в Середземноморській, Кордильєрській та інших геосинклінальних областях (золото, мідь, поліметалічні руди). З відкладеннями палеогену пов'язані родовища бурштину (Балтійські країни), самородної сірки, ртуті, урану, бентонітових і вогнетривких глин, горючих сланців, озокериту, формівних і скляних пісків.